# Florence Magnin
Pour les articles homonymes, voir Magnin.
Florence Magnin, née le 7 mars 1950 à Paris, est une illustratrice et autrice de bande dessinée française. Ses créations relèvent le plus souvent du merveilleux et de la fantasy, puisant leur inspiration dans les contes, les mythes et les légendes, principalement celtiques.

## Biographie
Florence Magnin naît à Paris le 7 mars 1950. En 1972, elle s'inscrit aux Beaux-arts, toujours à Paris. Mais ses études aux Beaux-arts sont pour elle une période désastreuse qui la dégoûte du dessin. Des années après, à la recherche d'un emploi, elle trouve par le biais de l'ANPE un emploi d'illustratrice pour réaliser des décors pour le Théâtre Astral de Besançon, ce qui la fait renouer avec sa passion du dessin. À partir de 1984, Florence Magnin illustre de nombreuses couvertures de livres de fantasy. Elle travaille d'abord pour la revue de jeux de rôle sur table Casus Belli et pour les éditeurs Opta et Denoël. Elle estime avoir mis environ quatre ans à partir de là pour atteindre un niveau d'illustratrice professionnelle. Elle illustre ainsi les couvertures du cycle des Princes d'Ambre de Roger Zelazny aux éditions Denoël qui lui valent de devenir célèbre dans les milieux de la science-fiction et de la fantasy. Elle travaille également pour les éditions Fleuve Noir et illustre en outre plusieurs ouvrages pour la jeunesse.
À partir de 1990, encouragée par les éditeurs Christian Godard et Julio Ribera des éditions du Vaisseau d'argent, l'autrice réalise aussi des bandes dessinées, tout d'abord en tant que dessinatrice avec le scénariste Rodolphe pour les séries de fantasy L'Autre Monde (qui paraît au Vaisseau d'argent jusqu'à sa faillite deux ans après) et Mary la noire. À partir de 2002, avec la série L'Héritage d'Émilie, elle crée entièrement les albums (scénario, dessin, couleurs, encrage et lettrage). Pour ce cycle, elle s'inspire des légendes celtes (les personnages d'Orsin et de Bran ou encore l'île d'Avalon). En 2009, elle écrit et illustre les Contes aux quatre vents.

## Publications

### Bande dessinée
- L'Autre Monde cycle 1, chez Dargaud, scénario de Rodolphe ;
  - le Pays roux, 1990 ;
  - De l'autre côté du ciel, 1991 ;
  - L'intégrale cycle 1, 2001[6].

- L'Autre Monde - Cycle 2, éd. Clair de Lune, scénario de Rodolphe :
  - Le mal de lune, 2011 ;
  - La bouche d'ombre, 2012.
  - L'intégrale  cycle 2, 2015
- L'autre Monde cycle 3, éd. Clair de Lune, scénario de Rodolphe :
  - Le pays de Noël, tome 1, 2017
  - Le pays de Noël, tome 2, 2018
- L'Autre Monde, cycle 4, éd. Clair de Lune, scénario de Rodolphe :
  - Les Brouillons, tome 1, éd. Clair de Lune, 2019
  - Les Brouillons, tome 2, éd. Clair de Lune, 2021

- Mary la Noire, chez Dargaud, scénario de Rodolphe :
  - Les Trépassés, 1996
  - La Passe de l'au-delà, 1997
  - L'intégrale, 2002

- L'Héritage d'Émilie, chez Dargaud, texte et dessin :
  - Le Domaine Hatcliff, 2002[6] ;
  - Maeve, 2003 ;
  - L'Exilé, 2004 ;
  - Le Rêveur, 2006 ;
  - L'Arcane, 2008.
- Mascarade, 2014.

### Ouvrages illustrés
- L'Univers d'Ambre, 1995, texte de François Nedelec.
- Contes Aux quatre Vents, 2009.
- Orbret - Les fleurs et le vent 1, 1991, texte de Hugues Douriaux.
- 365 pensées féeriques, éd. Le Pré aux Clercs, éphéméride, 2011.
- Florence Magnin. Artbook, Nestiveqnen, 2019, 208 pages.
- Amandine et Caramel (texte et dessin), éd. Clair de Lune, 2022.

### Illustrations (liste non exhaustive)
- Citadelles, boite du jeu de société créé en 2000 par Bruno Faidutti.
- Il était une fois…, boite du jeu de société, édition de 1995.
- Rêve de dragon, toutes les couvertures et l'écran à partie de la deuxième édition.
- Ambre, couvertures et surtout le Tarot d'Ambre.
- La Fille du roi des elfes , roman de Lord Dunsany dans l'édition Denoël,coll."presence du futur", Paris, 1976. (illustration de couverture)